# Achille d' Etampes de Valençay
Achille d' Etampes de Valençay (Tours, 5 de julho de 1593 - Roma, 27 de junho de 1646) foi um cardeal do século XVII

## Biografia
Nasceu em Tours em 5 de julho de 1593. De família nobre. Filho de Jean d'Estampes, signeur de Valençay, e Sara d'Happlaincourt. Irmão de Léonor d'Estampes de Valençay, arcebispo de Reims. Outros irmãos foram Jacques d'Étampes de Valençay e Jean d'Étampes de Valençay.
Recebeu o título de cavaleiro da Ordem Soberana de Malta aos 8 anos de idade. Enviado por seu pai para a ilha de Malta. Distinguiu-se por seu valor nas galés maltesas na França, Itália e Países Baixos. Ele e seus quatro irmãos demonstraram uma notável intrepidez no cerco de Montauban. Nomeado pelo rei Luís XIII capitão de companhia no regimento de cavalaria. Serviu como vice-almirante no cerco de La Rochelle. Promovido a marechal de campo em 1628 e nomeado comandante da guarda da rainha-mãe Marie de Médici, de setembro de 1632 a agosto de 1633. Destacou-se novamente na batalha de Pas de Suze, no Piemonte. Quando a paz foi alcançada, ele retornou a Malta e foi nomeado general das galeras da ordem, em 1635. Participou da tomada da ilha de Sainte-Marure, uma das ilhas jônicas. Através de seu sobrinho obailarino de Valençay, então embaixador da França perante a Santa Sé, o Papa Urbano VIII o convidou para vir a Roma e servir contra o duque de Parma. Ele aceitou e foi nomeado general do exército papal sob o comando do cardeal Antonio Barberini, júnior , de setembro de 1642 a maio de 1644, e obteve a vitória na empresa. Como recompensa, o papa o promoveu a cardinalato..
Criado cardeal e reservado in pectore no consistório de 13 de julho de 1643; publicado no consistório de 14 de dezembro de 1643; recebeu o barrete vermelho e a diaconia de S. Adriano, a 2 de maio de 1644. Participou do conclave de 1644, que elegeu o papa Inocêncio X. Defendeu vigorosamente os interesses da França contra o almirante de Castela, embaixador espanhol junto à Santa Sé, que havia feito algumas observações indiscretas sobre o rei da França, e o fez se desculpar e visitar o cardeal Rinaldo d'Este, protetor da França..
Morreu em Roma em 27 de junho de 1646, perto das 19 horas. Enterrado na igreja de S. Maria della Vittoria no túmulo do cardeal Domenico Rivarola..